# Lori Loughlin
Lori Anne Loughlin (/ˈlɒklɪn/) (Queens, 1964. július 28. –) amerikai színésznő, modell és producer.

## Élete és pályafutása
Ismert alakítása volt Rebecca Donaldson-Katsopolis az ABC Bír-lak (1988–1995) című szituációs komédiájában, valamint annak Fuller House (2016–2018) című, Netflixes folytatásában. További, fontosabb televíziós szereplései közé tartozik a The Edge of Night (1980–1983), a 90210 (2008–2012), a Garázsvásári rejtélyek című tévéfilm-sorozat (2013–2018) és a When Calls the Heart (2014–2019). A Mindig nyár (2004–2005) című sorozatot alkotóként, producerként és színészként is jegyzi.
2019. március 12-én férjével együtt letartóztatták (majd később óvadék ellenében szabadon engedték), mert kapcsolatba hozták egy felsőoktatási csalássorozattal – a vádak szerint más személyek mellett Loughlin és férje, Mossimo Giannulli divattervező is csalással, illetve vesztegetéssel próbálta meg gyermekeit bejuttatni egy elit egyetemre. A botrány miatt a Hallmark Channel, valamint a Netflix is megszakította a kapcsolatot a színésznővel és leállította a Loughlin szereplésével készült sorozatainak gyártását.

## Filmográfia

### Film
| Év   | Magyar cím                     | Eredeti cím                  | Szerep                          | Magyar hang       |
| ---- | ------------------------------ | ---------------------------- | ------------------------------- | ----------------- |
| 1983 | A téboly háza                  | Amityville 3-D               | Susan Baxter                    |                   |
| 1985 |                                | The New Kids                 | Abby McWilliams                 |                   |
| 1985 | Titkos imádó                   | Secret Admirer               | Toni Williams                   | Söptei Andrea     |
| 1985 | Titkos imádó                   | Secret Admirer               | Toni Williams                   | Molnár Ilona      |
| 1985 | Titkos imádó                   | Secret Admirer               | Toni Williams                   | Czető Zsanett     |
| 1986 |                                | Rad                          | Christian Hollings              |                   |
| 1987 | A szörfkirály visszatér        | Back to the Beach            | Sandi                           |                   |
| 1988 | A tegnapi őrült éjszaka        | The Night Before             | Tara Mitchell                   | Farkasinszky Edit |
| 1997 | Casper 2. – Szellemes kezdetek | Casper: A Spirited Beginning | Sheila Fistergraff              | Détár Enikő       |
| 2000 | Kritikus tömeg                 | Critical Mass                | Janine                          |                   |
| 2001 | Lenyúlsz vagy kinyúlsz         | Suckers                      | Donna Deluca                    |                   |
| 2006 | Pingvin-show                   | Farce of the Penguins        | Melvint megütő pingvin (hangja) |                   |
| 2007 | Pónikaland                     | Moondance Alexander          | Gelsey Alexander                | Spilák Klára      |
| 2009 | Vén csontok                    | Old Dogs                     | Amanda                          | Szávai Viktória   |
| 2013 |                                | Crawlspace                   | Susan Gates                     |                   |

### Televízió

#### Tévéfilm
| Év        | Magyar cím                                        | Eredeti cím                                | Szerep                  | Megjegyzések                                                 |
| --------- | ------------------------------------------------- | ------------------------------------------ | ----------------------- | ------------------------------------------------------------ |
| 1983      |                                                   | The Tom Swift and Linda Craig Mystery Hour | Linda Craig             |                                                              |
| 1985      |                                                   | North Beach and Rawhide                    | Candy Cassidy           |                                                              |
| 1986      | Igazak társasága                                  | Brotherhood of Justice                     | Christie                | - magyar hangja: - Hámori Eszter                             |
| 1987      |                                                   | A Place to Call Home                       | Jenny Gavin             |                                                              |
| 1992      | Családi szennyes                                  | Doing Time on Maple Drive                  | Allison                 |                                                              |
| 1992      | Irány a nagyi                                     | To Grandmother's House We Go               | lottóshow játékvezetője | - magyar hangja: - Kiss Erika                                |
| 1993      |                                                   | Empty Cradle                               | Jane Morgan             |                                                              |
| 1993      |                                                   | A Stranger in the Mirror                   | Jill Castle             |                                                              |
| 1994      |                                                   | One of Her Own                             | Toni Stroud             |                                                              |
| 1995      | Ne add fel, mami!                                 | Abandoned and Deceived                     | Gerri Jensen            |                                                              |
| 1997      | Szolgálatban: Időzített bomba                     | In the Line of Duty: Blaze of Glory        | Jill Erickson           |                                                              |
| 1997      | Vigyázz a titkaidra                               | Tell Me No Secrets                         | Jess Koster             |                                                              |
| 1997      | Biztonság hitelbe                                 | The Price of Heaven                        | Leslie                  |                                                              |
| 1997      | Atomjárat                                         | Medusa's Child                             | Dr. Linda McCoy         |                                                              |
| 2002      |                                                   | Eastwick                                   | Sukie Ridgemont         |                                                              |
| 2010      | Levelek egy katonának                             | Meet My Mom                                | Dana Marshall           |                                                              |
| 2013      |                                                   | A Mother's Rage                            | Rebecca Mayer           |                                                              |
| 2013–2018 | Garázsvásári rejtélyek                            | Garage Sale Mystery                        | Jennifer Shannon        | - 15 részes tévéfilm-sorozat - főszereplő és vezető producer |
| 2015      | Veszélyben az Északi-sark: Karácsony miatt nyitva | Northpole: Open for Christmas              | Mackenzie Warren        |                                                              |
| 2016      |                                                   | Every Christmas Has a Story                | Kate Harper             | vezető producer                                              |
| 2018      |                                                   | Homegrown Christmas                        | Maddie Finley           |                                                              |

#### Sorozat
| Év        | Magyar cím                        | Eredeti cím              | Szerep                               | Megjegyzések                                     |
| --------- | --------------------------------- | ------------------------ | ------------------------------------ | ------------------------------------------------ |
| 1980–1983 |                                   | The Edge of Night        | Jody Travis                          | 68 epizód                                        |
| 1982      |                                   | Matt Houston             | Sue Landa                            | 1 epizód                                         |
| 1986–1987 |                                   | The Equalizer            | Jenny Morrow                         | 2 epizód                                         |
| 1986–1988 |                                   | CBS Schoolbreak Special  | Kelly / Sally                        | 2 epizód                                         |
| 1988      |                                   | CBS Summer Playhouse     | Tammy                                | 1 epizód                                         |
| 1988      |                                   | Great Performances       | Kay Cork                             | 2 epizód                                         |
| 1988–1995 | Bír-lak                           | Full House               | Rebecca "Becky" Donaldson–Katsopolis | főszereplő (152 epizód)                          |
| 1995–1996 |                                   | Hudson Street            | Melanie Clifford                     | főszereplő (27 epizód)                           |
| 1997      |                                   | The Larry Sanders Show   | önmaga                               | 1 epizód                                         |
| 1997      | Szeleburdi Susan                  | Suddenly Susan           | Paula                                | 1 epizód                                         |
| 1997      | Seinfeld                          | Seinfeld                 | Patty                                | 1 epizód                                         |
| 2001      |                                   | Cursed                   | Natalie Keith                        | 1 epizód                                         |
| 2001      | Kerge város                       | Spin City                | Michelle                             | 3 epizód                                         |
| 2002      |                                   | Birds of Prey            | Caroline Lance / Black Canary        | 1 epizód                                         |
| 2002      |                                   | The Drew Carey Show      | Robin                                | 2 epizód                                         |
| 2004      | Az igazság ligája: Határok nélkül | Justice League Unlimited | Dr. Tracy Simmons (hangja)           | 1 epizód                                         |
| 2004–2005 | Mindig nyár                       | Summerland               | Ava Gregory                          | - főszereplő (26 epizód) - megalkotó és producer |
| 2005      | Eltűntnek nyilvánítva             | Missing                  | Dr. Joy Gribben                      | 2 epizód                                         |
| 2006      |                                   | Jake in Progress         | Lindsay                              | 1 epizód                                         |
| 2006      | Szellemekkel suttogó              | Ghost Whisperer          | Christine Greene                     | 1 epizód                                         |
| 2007      |                                   | In Case of Emergency     | Dr. Joanna Lupone                    | állandó szereplő (13 epizód)                     |
| 2008–2012 | 90210                             | 90210                    | Deborah "Debbie" Wilson              | állandó szereplő (69 epizód)                     |
| 2013      | Psych – Dilis detektívek          | Psych                    | Dr. Joan Diamond                     | 1 epizód                                         |
| 2013      | Gyilkos ügyek                     | Major Crimes             | Rebecca Slater                       | 1 epizód                                         |
| 2013      |                                   | Addicts Anonymous        | Mrs. Goldberg                        | 1 epizód                                         |
| 2014      | Szomszédok az űrből               | The Neighbors            | Tina Giannulli                       | 1 epizód                                         |
| 2014–2019 |                                   | When Calls the Heart     | Abigail Stanton                      | - főszereplő (53 epizód) - vezető producer       |
| 2016      | Zsaruvér                          | Blue Bloods              | Grace Edwards                        | 1 epizód                                         |
| 2016–2018 | Még mindig Bír-lak                | Fuller House             | Rebecca "Becky" Donaldson–Katsopolis | visszatérő szereplő (13 epizód)                  |
| 2024      | Félig üres                        | Curb Your Enthusiasm     | önmaga                               | 1 epizód                                         |
| 2025      | Járőrök                           | On Call                  | Bishop hadnagy                       | főszereplő                                       |

## Fordítás
- Ez a szócikk részben vagy egészben  a   Lori Loughlin című angol Wikipédia-szócikk ezen változatának fordításán alapul.  Az eredeti cikk szerkesztőit annak laptörténete sorolja fel. Ez a jelzés csupán a megfogalmazás eredetét és a szerzői jogokat jelzi, nem szolgál a cikkben szereplő információk forrásmegjelöléseként.